# Cleopatra van Pontus
Cleopatra van Pontus (110-ca.58 v.Chr.) was een dochter van koning Mithridates VI van Pontus en de vrouw van Tigranes II van het koninkrijk Armenië.
Cleopatra's vader, koning Mithridates VI, was verwikkeld in een oorlog met de Romeinse Republiek. Op zoek naar bondgenoten huwde hij zijn dochter uit aan de koning van Armenië. Na de Slag bij Artaxata in 68 v.Chr. verzuurde de relatie tussen beiden en Mithridates was niet meer welkom in Armenië.
Verbolgen kwam de zoon van Tigranes II, Tigranes de Jongere, gesteund door zijn moeder Cleopatra, in opstand tegen zijn vader. De nieuwe Romeinse generaal, Pompeius Magnus, profiteerde van deze familieruzie. Na de Slag bij de Lycus in 66 v.Chr. vond Mithridates VI nergens een toevluchtoord meer en pleegde zelfmoord. Het koninkrijk Pontus werd een provincie van het Romeinse Rijk. Cleopatra en Tigranes de Jongere waren niet meer welkom in Armenië en werden meegenomen door de Romeinen naar Pontus als gijzelaars.
Cleopatra stierf in haar geboorteland. Ze kreeg drie zonen en twee dochters.